# Grand Prix d'été de saut à ski 2022
Navigation
Édition précédente Édition suivante
L'édition 2022 du Grand Prix d'été de saut à ski se déroule du 23 juillet au 2 octobre 2022.
Pour la première fois depuis cette saison (en été comme en hiver), la Super Team a lieu - une compétition en duo dans lesquelles chaque nation ne peut inscrire qu'une seule équipe. Tous les duos soumis participeront au premier tour, douze équipes passeront au deuxième tour, et les huit meilleures équipes après deux séries seront présentées en finale.

## Grand Prix masculin

### Calendrier individuel et podiums
| Date              | Lieu        | Épreuve | Vainqueur      | Deuxième           | Troisième          |
| ----------------- | ----------- | ------- | -------------- | ------------------ | ------------------ |
| 23 juillet 2022   | Wisla       | HS 134  | Dawid Kubacki  | Kamil Stoch        | Karl Geiger        |
| 24 juillet 2022   | Wisla       | HS 134  | Kamil Stoch    | Dawid Kubacki      | Jakub Wolny        |
| 7 août 2022       | Courchevel  | HS 135  | Manuel Fettner | Gregor Deschwanden | Stefan Kraft       |
| 17 septembre 2022 | Râșnov      | HS 97   | Ren Nikaido    | Paweł Wąsek        | Vladimir Zografski |
| 25 septembre 2022 | Hinzenbach  | HS 90   | Dawid Kubacki  | Anže Lanišek       | Manuel Fettner     |
| 2 octobre 2022    | Klingenthal | HS 140  | Dawid Kubacki  | Ryōyū Kobayashi    | Daniel-André Tande |

### Super Team
| Date              | Lieu   | Épreuve | Vainqueurs                                    | Deuxièmes                           | Troisièmes                           |
| ----------------- | ------ | ------- | --------------------------------------------- | ----------------------------------- | ------------------------------------ |
| 17 septembre 2022 | Râșnov | HS 97   | Autriche - Daniel Tschofenig - Manuel Fettner | Pologne - Stefan Hula - Paweł Wąsek | Japon - Reruhi Shimizu - Ren Nikaido |

### Classement
Classement final  :
| Rang | Nom            | Points |
| ---- | -------------- | ------ |
| 1    | Dawid Kubacki  | 380    |
| 2    | Manuel Fettner | 210    |
| 3    | Kamil Stoch    | 182    |
| 4    | Paweł Wąsek    | 175    |
| 5    | Ren Nikaido    | 169    |

## Grand Prix féminin

### Calendrier et podiums
| Date              | Lieu        | Épreuve | Vainqueur     | Deuxième      | Troisième         |
| ----------------- | ----------- | ------- | ------------- | ------------- | ----------------- |
| 23 juillet 2022   | Wisla       | HS 134  | Urša Bogataj  | Marita Kramer | Nika Križnar      |
| 24 juillet 2022   | Wisla       | HS 134  | Nika Križnar  | Urša Bogataj  | Joséphine Pagnier |
| 6 août 2022       | Courchevel  | HS 132  | Urša Bogataj  | Nika Križnar  | Julia Clair       |
| 17 septembre 2022 | Râșnov      | HS 97   | Eva Pinkelnig | Urša Bogataj  | Nika Prevc        |
| 2 octobre 2022    | Klingenthal | HS 140  | Urša Bogataj  | Ema Klinec    | Selina Freitag    |

### Classement
Classement final  :
| Rang | Nom               | Points |
| ---- | ----------------- | ------ |
| 1    | Urša Bogataj      | 460    |
| 2    | Nika Križnar      | 240    |
| 3    | Joséphine Pagnier | 209    |
| 4    | Julia Clair       | 168    |
| 5    | Katharina Althaus | 150    |

## Mixte
| Date              | Lieu        | Épreuve | Vainqueurs                                                                          | Deuxièmes                                                                        | Troisièmes                                                                                  |
| ----------------- | ----------- | ------- | ----------------------------------------------------------------------------------- | -------------------------------------------------------------------------------- | ------------------------------------------------------------------------------------------- |
| 18 septembre 2022 | Râșnov      | HS 97   | Autriche - Julia Mühlbacher - Jan Hörl - Eva Pinkelnig - Daniel Tschofenig          | Slovénie - Nika Prevc - Patrik Vitez - Urša Bogataj - Peter Prevc                | Norvège - Thea Minyan Bjørseth - Bendik Jakobsen Heggli - Silje Opseth - Fredrik Villumstad |
| 2 octobre 2022    | Klingenthal | HS 140  | Norvège - Silje Opseth - Marius Lindvik - Thea Minyan Bjørseth - Daniel-André Tande | Allemagne - Selina Freitag - Andreas Wellinger - Katharina Althaus - Karl Geiger | Slovénie - Ema Klinec - Timi Zajc - Urša Bogataj - Anže Lanišek                             |